# Need for Speed: Underground
Need for Speed: Underground (NFSU) er et bilspil, udgivet af EA Games i november 2003. Det hører til Need for Speed-serien.
I dette spil, kæmper du, fra at være en amatørkører, til en rigtig gaderacer.
Miljøet foregår i Amerikas gader, om aftenen. Du vinder penge, ved at vinde løbene.
I starten kører du i en tunet bil, hvorefter du får din egen bil.
Ved hvert løb, er der 3 sværhedsgrader. Du tjener altid flest penge, ved at tage det sværeste løb.
Du har også en garage, hvor du kan tilføje de ting, du har købt.

## Løbene
Her er listen over de løb, der er med i Need for Speed: Underground.
Sprint: Et langt løb, hvor du skal nå fra det ene punkt, til det andet.
Circiut: Det klassiske løb, hvor runderne varierer.
Drift: Lav udskridninger med bilen, hvorfra du tjener point. Raceren, der får flest points, vinder.
Drag: Løbet, hvor du skal være klar med gearstangen og accelerere. Den racer, der når målstregen, uden at ramme andre biler eller forhindringer, vinder.
Underground Racing Leauge, (URL): Et løb hvor runderne varierer, et løb kan nemt være op til 7 runder. Til sidst vinder den der har flest point.
Knockout-run: I dette løb, er der 3 runder. Den der ligger sidst i hver runde, ryger ud! Vinderen, er den racer, som bliver tilbage.